# Katarína Hasprová
Katarína Hasprová (née le 10 septembre 1972 à Bratislava) est une chanteuse et actrice slovaque. Elle est la représentante de la Slovaquie au Concours Eurovision de la chanson 1998.

## Biographie
Katarína Hasprová est la fille du réalisateur Pavol Haspra et de l'actrice Soňa Valentová. Elle étudie au Conservatoire Janáček de Brno, avec une spécialisation en comédie musicale. Pendant ses études dans la classe de Radek Balaš, elle joue dans la comédie musicale Joseph and the Amazing Technicolor Dreamcoat au théâtre Nová scena de Bratislava, où elle tient le rôle féminin principal sous la direction de Jozef Bednárik.
Après avoir obtenu son diplôme du conservatoire, elle part à Prague, où elle joue le double rôle de la princesse Adriana et Sandra dans la comédie musicale Dracula. Vient ensuite le rôle d'Anita dans la comédie musicale West Side Story à Brno et le rôle féminin principal dans la comédie musicale rock Hair, à Prague. En 1997, en gagnant à la Bratislavská lýra, avec la chanson Jedno zbohom, elle commence sa carrière de chanteuse solo. Forte de cette victoire, elle représente la Slovaquie au Concours Eurovision de la chanson 1998 à Birmingham avec la chanson Modlitba. À la fin des votes, la chanson obtient 8 points (tous de la Croatie) et finit à la 21e place sur vingt-cinq participants. En 1999, elle publie son premier album solo titré avec son nom. De plus, elle continue de se produire dans des comédies musicales telles que Kráľ Dávid (le rôle principal de la reine Bethsabée), Pomáda (le rôle de Rizzo), Cigáni idú do neba (le rôle principal de la gitane Rada), et dans Mass de Bernstein. En 2002, elle sort son deuxième album solo Chvíľu so mnů leť.
À l'occasion du 25e anniversaire des Prix Thalia tchèques, elle remporté le prix Thalia de la meilleure interprète de comédie musicale pour le rôle de Mme Danvers dans la comédie musicale Rebecca, créée le 9 mars 2017 au Théâtre national morave-silésien d'Ostrava.

## Discographie
Albums
- 1999 : Katarína Hasprová
- 2002 : Chviľu So Mnou Leť
- 2009 : Priznám Sa...